# Lodore
Lodore, también publicada bajo el título La hermosa viuda, es la penúltima novela escrita por la autora romántica Mary Shelley, terminada en 1833 y publicada en 1835.

## Argumento y temática
En Lodore, Shelley focalizó su temática del poder y la responsabilidad dentro de la familia. La historia central relata la vida de la esposa y la hija del personaje que le da título a la obra, Lord Lodore, quien es asesinado en un duelo al final del primer tomo, dejando un camino de obstáculos legales, financieros y familiares para que las dos «heroínas» los resuelvan. Mary Shelley ubica a los personajes femeninos en el centro de la narrativa: la hija de Lodore, Ethel, crece para ser demasiado dependiente en el control paterno; la esposa, Cornelia, se preocupa por las normas y las apariencias de la sociedad aristocrática; y la intelectual e independiente Fanny Derham, el contraste de ambas.
Una de las últimas editoras de la novela, Lisa Vargo, ha notado el compromiso del texto con temáticas ideológicas y políticas, particularmente la educación y el papel social de las mujeres. Sugiere que Lodore analiza una cultura patriarcal que separa los sexos y presiona a las mujeres bajo la dependencia de los hombres. Bajo el punto de vista de la crítica Betty T. Bennett, «la novela propone paradigmas educativos iguales para los hombres y las mujeres, los cuales establecerían la justicia social además de proveer de ayuda espiritual e intelectual que ayuda a enfrentar los desafíos que tiene invariablemente la vida».

## Recepción
Lodore fue un éxito de crítica: la revista Fraser's Magazine elogió su «profundidad y variedad de ideas», por ejemplo; e impulsó a The Literary Gazette a describir a Mary Shelley como «una de las escritoras modernas más originales». Más tarde, los críticos del siglo XIX cuestionaron más la obra: en 1886, Edward Dowden llamó a Lodore una «biografía cambiada para adaptarla a la ficción»; en 1889, Florence Marshall remarcó que Lodore fue «escrita en un estilo que hoy es anticuado».